# John Grinder
John Thomas Grinder (Detroit (Michigan), 10 januari 1940) is een Amerikaanse anglist, linguïst en onderzoeker die samen met Richard Bandler het neurolinguïstisch programmeren (NLP) ontwikkelde.
Grinder studeerde aan het begin van de jaren 60 anglistiek aan de Universiteit van Californië, Santa Cruz (UCSC). Daar, maar ook later in zijn academische carrière, werkte hij aan Noam Chomsky's transformationele grammatica, met als specialisme 'zinsopbouw'.
Daarna ging hij in militaire dienst waar hij diende als kapitein bij de Special Forces van het Amerikaanse leger in Europa gedurende de Koude Oorlog. Aan het eind van de jaren zestig keerde Grinder terug naar school om linguïstiek te studeren en in 1972 promoveerde hij aan de Universiteit van Californië, San Diego op het proefschrift On Deletion Phenomena in English.
Aan het begin van de jaren zeventig werkte Grinder in het laboratorium van George A. Miller aan de Rockefeller Universiteit in New York, toen hij werd benoemd tot assistent-professor in de linguïstiek aan de UCSC. In 1972 werd hij daar benaderd door de psychologie-student Richard Bandler, die bezig was met de leiding van een studiegroep gestalttherapie, om eraan deel te nemen als supervisor. Bandler had veel tijd gestoken in het uitschrijven van opnames van Fritz Perls, een van de stichters van de gestalttherapie. En passant had hij gestalttherapie geleerd. Zo begonnen ze samen in eerste instantie vooral de non-verbale communicatie te onderzoeken.
Na Fritz Perls volgde de gezinstherapeut Virginia Satir, en later de hypnosewetenschapper in de psychologie Milton H. Erickson. Grinder en Bandler modelleerden de verschillende cognitieve gedragspatronen van deze therapeuten en publiceerden dit in The Structure of Magic Volumes I & II (1975, 1976), Patterns of the Hypnotic Techniques van Milton H. Erickson, Volumes I & II (1975, 1977) en Changing With Families (1976). Dit werk vormde de basis van de methodologie die de oprichting betekende van NLP.